# Modelo dipolo del campo magnético de la Tierra

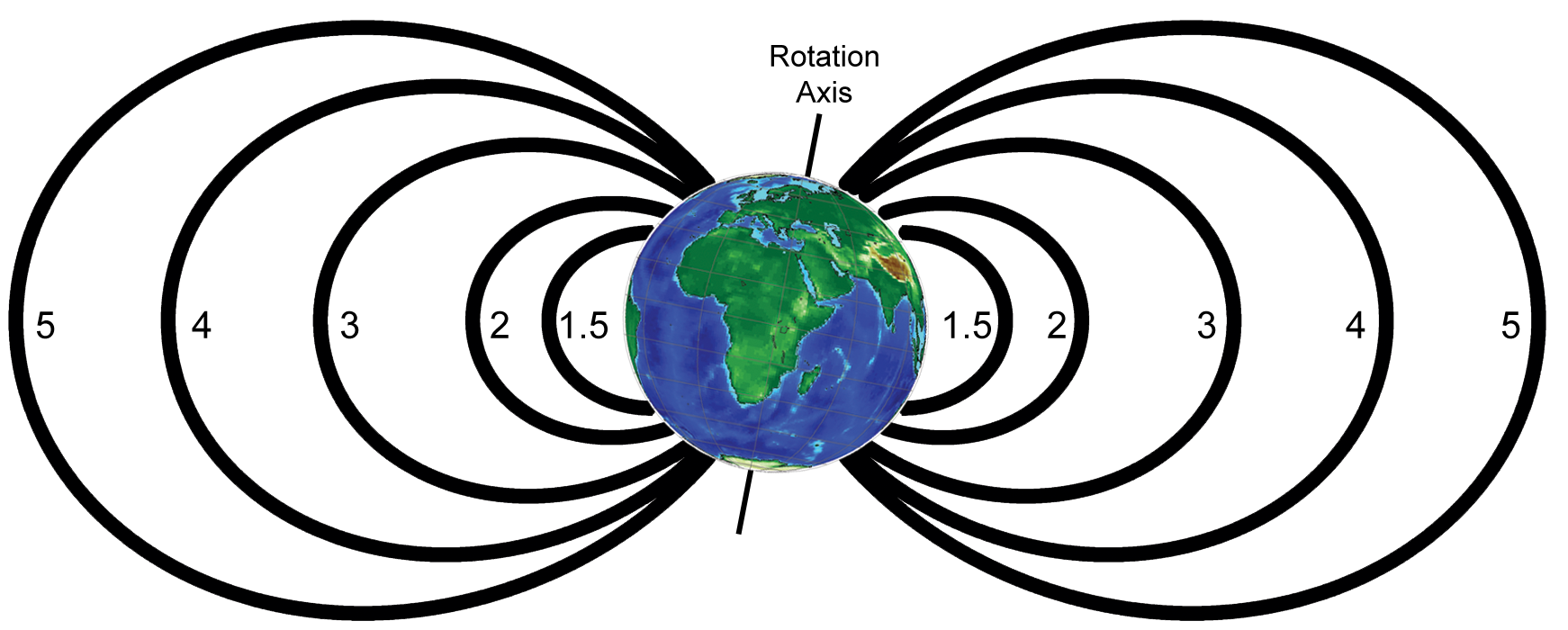
Gráfico que muestra líneas de campo (que, en tres dimensiones, describirían "capas" para los valores L 1,5, 2, 3, 4 y 5 utilizando un modelo dipolo del campo magnético de la Tierra

El modelo dipolo del campo magnético de la Tierra es una aproximación de primer orden del campo magnético de la Tierra. Debido a los efectos del campo magnético interplanetario (IMF) y el viento solar, el modelo de dipolo es particularmente inexacto en las capas L altas (por ejemplo, por encima de L = 3), pero puede ser una buena aproximación para las capas L inferiores. Para trabajos más precisos, o para cualquier trabajo en capas L más altas, se recomienda un modelo que incorpore efectos solares, como el modelo de campo magnético de Tsyganenko.

## Ecuaciones
Las siguientes ecuaciones describen el campo magnético dipolo.
Primero, se define {\displaystyle B_{0}} como el valor medio del campo magnético en el ecuador magnético en la superficie de la Tierra. Típicamente {\displaystyle B_{0}=3.12\times 10^{-5}\ {\textrm {T}}}.
Entonces, los campos radial y azimutal se pueden describir como
{\displaystyle B_{r}=-2B_{0}\left({\frac {R_{E}}{r}}\right)^{3}\cos \theta }
{\displaystyle B_{\theta }=-B_{0}\left({\frac {R_{E}}{r}}\right)^{3}\sin \theta }
{\displaystyle |B|=B_{0}\left({\frac {R_{E}}{r}}\right)^{3}{\sqrt {1+3\cos ^{2}\theta }}}
donde {\displaystyle R_{E}} es el radio medio de la Tierra (aproximadamente 6370 km), {\displaystyle r} es la distancia radial desde el centro de la Tierra (utilizando las mismas unidades que se utilizan para {\displaystyle R_{E}}), y {\displaystyle \theta } es el acimut medido desde el polo norte magnético (o polo geomagnético).

Componentes del campo magnético frente a latitud

A veces es más conveniente expresar el campo magnético en términos de latitud magnética y distancia en radios terrestres. La latitud magnética (MLAT), o latitud geomagnética, {\displaystyle \lambda } se mide hacia el norte desde el ecuador (análogo a la latitud geográfica) y se relaciona con {\displaystyle \theta } por {\displaystyle \lambda =\pi /2-\theta }. En este caso, los componentes radial y azimutal del campo magnético (este último todavía en la dirección {\displaystyle \theta }, medida desde el eje del polo norte) están dadas por
{\displaystyle B_{r}=-{\frac {2B_{0}}{R^{3}}}\sin \lambda }
{\displaystyle B_{\theta }={\frac {B_{0}}{R^{3}}}\cos \lambda }
{\displaystyle |B|={\frac {B_{0}}{R^{3}}}{\sqrt {1+3\sin ^{2}\lambda }}}
donde {\displaystyle R} en este caso tiene unidades de radios terrestres ({\displaystyle R=r/R_{E}}).

## Latitud invariante
La latitud invariante es un parámetro que describe dónde una línea de campo magnético particular toca la superficie de la Tierra. Está dado por
{\displaystyle \Lambda =\arccos \left({\sqrt {1/L}}\right)}   o    {\displaystyle L=1/\cos ^{2}\left(\Lambda \right)}
donde {\displaystyle \Lambda } es la latitud invariante y {\displaystyle L} es la capa L que describe la línea del campo magnético en cuestión.
En la superficie de la tierra, la latitud invariante ({\displaystyle \Lambda }) es igual a la latitud magnética ({\displaystyle \lambda }).